# Schilbe congensis
Schilbe congensis är en fiskart som först beskrevs av Leach, 1818.  Schilbe congensis ingår i släktet Schilbe och familjen Schilbeidae. IUCN kategoriserar arten globalt som livskraftig. Inga underarter finns listade i Catalogue of Life.